# Mellem sydfynske Sunde
Mellem sydfynske Sunde er en naturfilm fra 1941 instrueret af Hans Reichstein-Larsen efter eget manuskript.

## Handling
Natur og folkeliv på småøerne Tåsinge, Thurø, Langeland, Ærø, Lyø og mange flere.